# Athabaskan (Schiff, 1943)
HMCS Athabaskan (G07) war ein Zerstörer der (zweiten) Tribal-Klasse, der im April 1940 in Großbritannien bestellt wurde. Der am 3. Februar 1943 fertiggestellte Zerstörer sank am 29. April 1944 nach Torpedotreffern von T 24 und T 27 im Ärmelkanal nordöstlich Ouessant. Von 261 Mann kamen 128 ums Leben, 85 wurden von deutschen Schiffen gerettet und kamen in Kriegsgefangenschaft; weitere 48 kamen mit dem Schwesterschiff Haida und dessen Kutter zurück nach England.

## Geschichte derAthabaskan
Die Royal Canadian Navy entschied sich 1940 für die Beschaffung von sieben Zerstörern der britischen Tribal-Klasse, die in Großbritannien und Kanada entstehen sollten. Vier Zerstörer wurden auf der High Walker Werft von Vickers-Armstrong in Newcastle bestellt, die schon vier Boote für die Royal Navy gebaut hatte. Sie kamen zwischen Dezember 1942 und September 1943 in den Dienst der RCN, während die in Kanada gebauten Schiffe erst nach dem Kriegsende fertiggestellt wurden. Die beiden ersten Schiffe sollten die Namen Iroquis und Athabaskan erhalten. Da die Fertigstellung der Iroquis sich durch einen Bombenschaden auf der Helling verzögerte, wurden die Namen vor dem Stapellauf getauscht, so dass das zuerst fertiggestellte Schiff weiterhin den Namen Iroquis erhielt und das zweite dann den Namen Athabaskan. Der Name Athabaskan weist auf die kanadische Ureinwohner (First Nations) hin, die zur Athapaskischen Sprachfamilie gehören.
Die von Vickers-Armstrong für Kanada gebauten Tribals entsprachen weitgehend den britischen Bauten aus den 1930er Jahren. Für den Gebrauch auf dem Nordatlantik wurden nur die Heizungs- und Lüftungssysteme verbessert. Die Bewaffnung nahm die inzwischen durchgeführten Änderungen der britischen Schiffe auf, so dass die Zerstörer nur drei 120-mm-Doppellafetten erhielten und auf der hinteren erhöhten Position ein 102-mm-Zwillingsgeschütz vorrangig zur Flugzeugabwehr installiert wurde. Verändert wurde die Position des „pompom“-Vierlings, der etwas weiter hinten und höher aufgestellt wurde und einen verbesserten Feuerbereich hatte. Dazu kamen noch sechs 20-mm-Oerlikon-Zwillings-Maschinenkanonen. Auch war der Rumpf der Neubauten für Kanada etwas breiter.

### Einsätze im Zweiten Weltkrieg
HMCS Athabaskan hatte nur eine relativ kurze Einsatzzeit von vierzehn Monaten von Indienststellung bis zum Verlust. In dieser Zeit fiel der Zerstörer wegen Unfällen und Gefechtsbeschädigungen mehrfach aus und stand weitere fünf Monate nicht zur Verfügung. Nach einer kurzen Einfahrzeit begann die Einsatzzeit der Athabaskan am 3. Februar 1943. Ein Einsatz gegen Blockadebrecher im Seegebiet zwischen Island und den Färöern ab dem 29. März 1943 führte zu schweren Seeschäden, deren Reparatur fünf Wochen in Anspruch nahm. Anschließend wurde der Zerstörer bei der Operation „Gearbox III“ zur Versorgung der Garnison auf Spitzbergen eingesetzt. Am 18. Juni 1943 kollidierte der Zerstörer mit einem Wachschiff in Scapa Flow. Die notwendige Reparatur in Devonport nahm einen Monat in Anspruch.
Die Athabaskan verblieb dann in Plymouth und wurde ab Juli zur Sicherung alliierter „Support-“ oder „Escort Groups“ bei Suchfahrten nach deutschen U-Booten auf dem Aus- oder Rückmarsch in der Biscaya eingesetzt. Für diese Aufgabe standen Kreuzer wie die Scylla, Bermuda und Glasgow, der Geleitträger Archer sowie die kanadische Iroquois und die polnische Orkan als weitere Zerstörer zur Verfügung. Bei einer Patrouille der Zerstörer und der Glasgow mit dem Ziel, von Frankreich auslaufende deutsche Schiffe aufzuspüren und zu versenken, wurden drei mit der Kriegsmarine zusammenarbeitende spanische Fischkutter aufgebracht, von denen einer am 22. Juli durch ein Sprengkommando der Orkan versenkt wurde

Ab dem 26. August war die 1st Support Group mit den Sloops Pelican und Egret und den Fregatten Jed, Rother, Spey und Evenlode nahe Cabo Ortegal im Einsatz. Zur Sicherung hatten die Zerstörer Athabaskan und Grenville die Bermuda abgelöst. Am 28. August erfolgte ein Angriff von 18 Dornier Do 217 des Kampfgeschwaders 100 mit Henschel Hs 293-Lenkbomben gegen die Support Group. Fünf Maschinen griffen die Athabaskan trotz heftigen Abwehrfeuers an. Eine Maschine erzielte einen Treffer, der auf Athabaskan schwere Schäden verursachte und fünf Mann tötete. Die Lenkbombe durchschlug den Zerstörer und explodierte dann außerhalb des Rumpfes. Sechs Maschinen griffen die auf einen derartigen Angriff vorbereitete Grenville an, der es gelang, mit schnellen Ausweichmanövern Schäden zu vermeiden, während ein eingeschifftes Kamerateam die Angriffe filmte. Egret versuchte sieben Flugkörpern auszuweichen, wurde jedoch von einer Hs 293 im achteren Munitionsbereich getroffen und förmlich zerrissen (197 Tote). Sie war damit das erste Schiff, das von einem angetriebenen Flugkörper vernichtet wurde, nachdem der erste Einsatz der Waffe am 25. August gegen die zuvor eingesetzte 40th Escort Group nur zu Beschädigungen der beiden Sloops Landguard (ex USCGC Shoshone) und Bideford führte. Die Athabaskan konnte Plymouth aus eigener Kraft erreichen.
Im Dezember kehrte der Zerstörer nach Scapa Flow zurück, um an der Sicherung des Nordmeergeleitzuges JW 55A teilzunehmen, dessen 19 Transporter unbeschädigt die Sowjetunion erreichten, da angreifende U-Boote an den Konvoi nicht auf Torpedoschussweite heran kamen.
Im Februar 1944 verlegte die Athabaskan erneut nach Plymouth und wurde dort der neu aufgestellten 10th Destroyer Flotilla zugeteilt. Beteiligt war das Schiff bei Einsätzen der Operation Hostile (Verlegung von Seeminen) und der Operation Tunnel (Überwachungsfahrten) vor der französischen Küste. Am 26. April war der Zerstörer im Verband mit dem britischen Kreuzer Black Prince und Zerstörer Ashanti sowie den Schwesterschiffen Haida und Huron  bei einem Tunnel-Einsatz an der Versenkung des Flottentorpedoboots T 29 vor Ushant beteiligt.

### Das Ende derAthabaskan

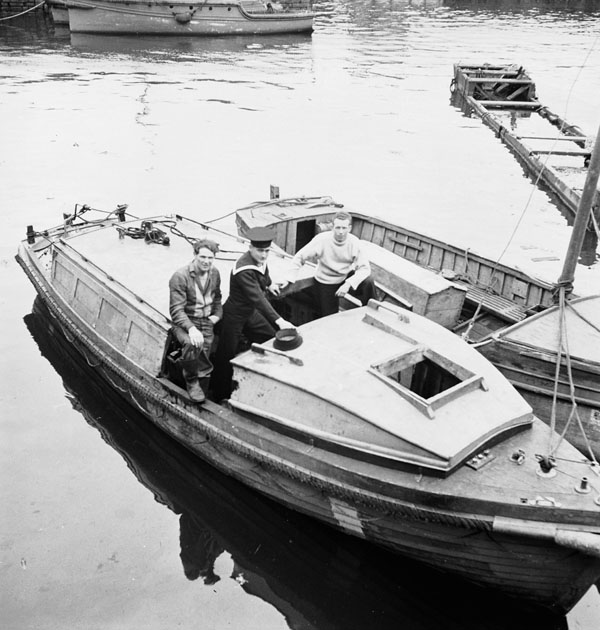
Der Motor-Kutter der Haida, der weitere Überlebende der Athabaskan rettete

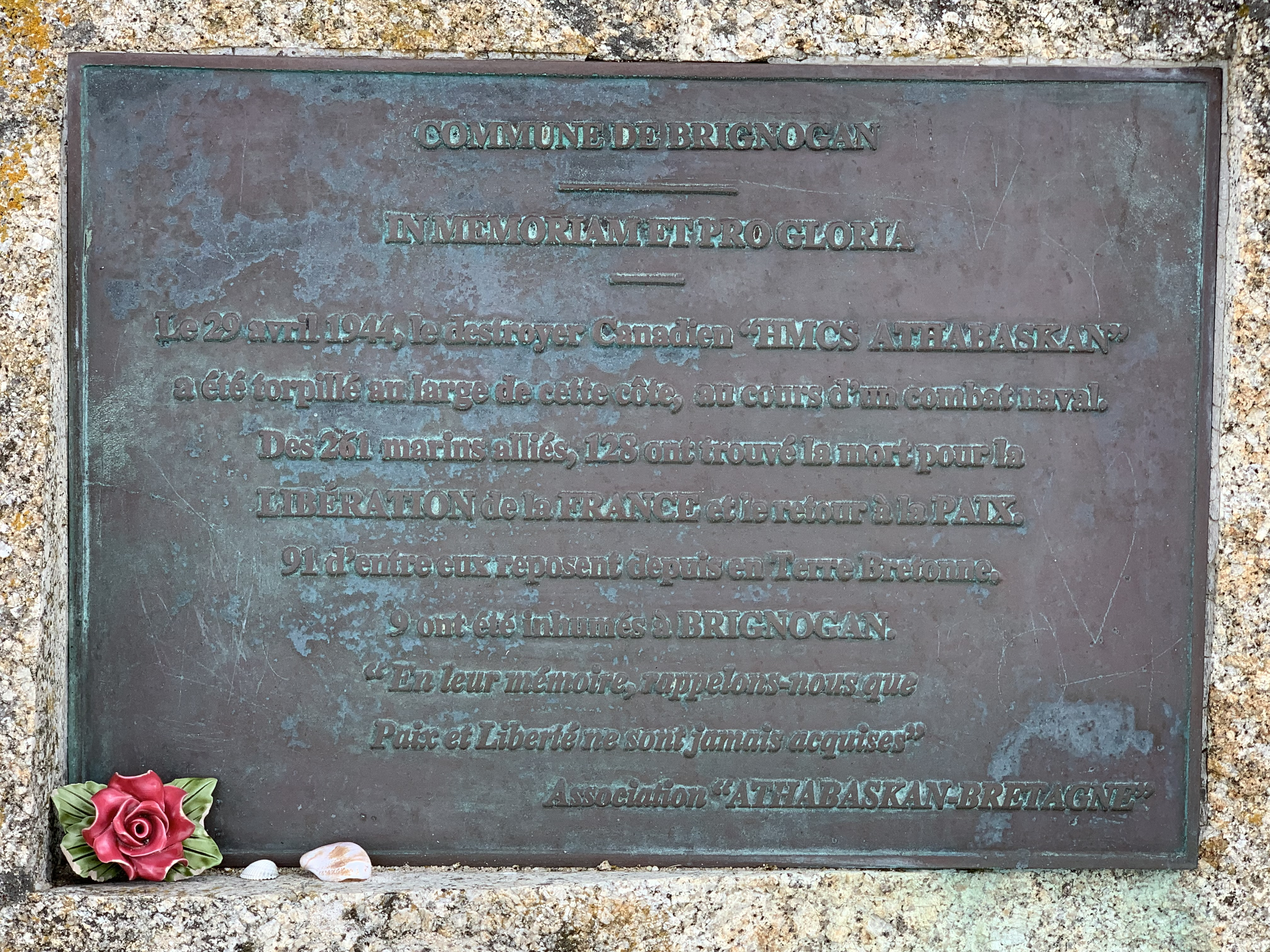
Bronzeplakette für die Athabaskan an der Felsenküste von Brignogan

Am frühen Morgen des 29. April 1944 sicherte Athabaskan mit ihrem Schwesterschiff Haida eine britische Minenoperation vor der französischen Küste nahe der Mündung der Morlaix, als sie Befehl erhielten, deutsche Überwasserschiffe nahe der Île de Batz abzufangen, die Radaranlagen in Süd-England erfasst hatten. In dem folgenden Gefecht mit den Flottentorpedobooten T 24 und T 27 auf ihrem Verlegungsmarsch von St. Malo nach Brest wurde die Athabaskan torpediert und sank bei Position 48° 43′ N, 4° 32′ W. T 27 muss sich nach Gefecht mit Haida auf den Strand setzen. Haida rettete 42 Mann der Athabaskan, deren Kommandant Lieutenant Commander John Stubbs sich nicht retten ließ und schwimmend versuchte, weitere Überlebende zur Haida zu begleiten und dann nicht mehr gefunden wurde.
Als die Haida beim Hellwerden wegen der Gefahr deutsche Luft- oder Seeangriffe sich von der Untergangsstelle zurückzog, ließ sie ihren Motor-Kutter unter Leading Seaman W. A. MacLure mit drei Freiwilligen zurück. Sie konnte noch sechs Überlebende der Athabaskan und zwei Mann der Haida, die bei den Rettungsversuchen ihres Schiffes über Bord gegangen waren, retten. Drei deutsche Minensucher, die nach dem Ablaufen der Haida von der Küste zur Untergangsstelle gelaufen waren, verfolgten den Kutter nur kurz. Nach etlichen Motorenausfällen und Angriffen deutscher Flugzeuge erreichte der Kutter dann begleitet von Maschinen der Royal Air Force kurz vor Mitternacht die englische Küste.
85 Mann der Athabaskan wurden von T 24 unter dem Kommando von Wilhelm Meentzen und von zwei weiteren deutschen Booten gerettet und gefangen genommen, doch erlagen zwei von ihnen an Bord von T 24 ihren Verwundungen, ein weiterer im Hafen von Brest. 42 konnte das Schwesterschiff Haida, 6 ihr Kutter retten, aber 128 Mann der Athabaskan überlebten den Untergang ihres Schiffes nicht.
Typisch für ein Nachtgefecht machten selbst Augenzeugen verschiedene  Angaben zu den Abläufen. Einige Überlebende der Athabaskan gaben an, das Schiff sei zuerst von einer Küstenbatterie und dann von einem Torpedo getroffen worden. Das nach 15 Minuten es zu einer zweiten großen Explosion kam, schreibt die offizielle Geschichtsschreibung der Royal Canadian Navy den Feuern an Bord zu, die Munitionsmagazine erreichten, mindestens ein Überlebender berichtete auch von einem zweiten Torpedotreffer. Wilhelm Meentzen von T 24 erhielt für die Versenkung der Athabaskan das Ritterkreuz des Eisernen Kreuzes.
2004 ließ Royal Canadian Navy eine Messingplatte am Wrack des Schiffes zum Gedenken an die Verluste anbringen. Die Untersuchung des Wracks führte zwar auch zu neuen Erkenntnisse, konnte aber den exakten Grund des Verlustes nicht mehr klären. Das Wrack ist sehr stark beschädigt und verteilt, zumal an der Untergangsstelle ein erheblicher Gezeitenstrom herrscht.

### Ehrungen
- Athabaskan Island, nahe Bella Bella vor British Columbia, erhielt seinen Namen zu Ehren des Zerstörers Athabaskan.
- École John Stubbs Memorial School nahe Victoria (British Columbia), erhielt ihren Namen nach dem gefallenen Kommandanten, Lieutenant Commander John Stubbs.